# Meridian Cup
La UEFA-CAF Meridian Cup o Copa Meridiana fue una competición internacional de fútbol, organizada conjuntamente por la UEFA y la Confederación Africana de Fútbol (CAF) en la que participaban selecciones de jugadores jóvenes de ambas confederaciones. Se disputaba cada dos años, en cada ocasión en una sede distinta.

## Historia y cambios de formato
La Meridian Cup nació en 1997 como parte del Proyecto Meridian, un acuerdo de colaboración entre los máximos organismos futbolísticos de Europa (la UEFA) y África (la CAF) con el objetivo de promover el intercambio cultural y deportivo entre los jóvenes futbolistas de ambos continentes. 
La primera edición se inauguró el 30 de enero de 1997 en Lisboa (Portugal). En las dos primeras ediciones del torneo (1997 en Portugal y 1999 en Sudáfrica) participaron ocho selecciones nacionales juveniles sub-17, que se enfrentaron en una doble fase: primero una liguilla de dos grupos de cuatro equipos y posteriormente eliminaciones directas (semifinales y final) entre los primeros clasificados. 
En las tres ediciones siguientes (2001 en Italia, 2003 en Egipto y 2005 en Turquía) se cambió el formato. Las ocho selecciones entraron en un mismo grupo pero jugando cada una cuatro partidos en total: uno contra cada equipo de la otra confederación.
En 2007 nuevamente se adoptó un nuevo formato. Se enfrentaron a doble partido (en una misma sede, Barcelona) un combinado de jugadores sub-18 africanos con otro de europeos.

## Palmarés
Este es el palmarés de la competición según la UEFA.
| Año  | Sede                        | Campeón                  | Subcampeón                |
| ---- | --------------------------- | ------------------------ | ------------------------- |
| 1997 | Portugal                    | Nigeria                  | España                    |
| 1999 | Sudáfrica (Ciudad del Cabo) | España                   | Ghana                     |
| 2001 | Italia (Apulia)             | España                   | Italia                    |
| 2003 | Egipto                      | España                   | Suiza                     |
| 2005 | Turquía                     | Francia                  | España                    |
| 2007 | España (Barcelona)          | Selección europea sub-18 | Selección africana sub-18 |